# МІТРІС
МІТРІС - мікрохвильова інтегрована телерадіоінформаційна система, що складається з підсистеми прийому, формування й опрацювання інформації, центральної станції, яка у свою чергу містить багатоканальний НВЧ-передавач із блоком модуляції і НВЧ-виходами окремих каналів, передавальної антени, сполученої з зазначеним НВЧ-передавачем лінією передачі, абонентських приймальних станцій, кожна з яких має приймальну антену з конвертором та тюнер. Відрізняється тим, що НВЧ-виходи окремих каналів НВЧ-передавача підключені до загального виходу на передавальну антену через прямі плечі включених послідовно феритових циркуляторів. Передавальна антена має кругову діаграму спрямованості в горизонтальній площині і звужену ширину діаграми спрямованості у вертикальній площині. НВЧ-передавач має щонайменше один блок частотної модуляції.

## Історія
Система МІТРІС розроблена Інститутом електроніки та зв'язку у співробітництві з НТУУ "КПІ", АОЗТ "РОКС", НПП "Теліос-РРЛ" та рядом підприємств та відомств Мінмашпрому, НАНУ при підтримці Національної ради України по телебаченню і радіомовленню та Держтелерадіо України.
У 1991 р. в Україні були проведені перші дослідження щодо створення в діапазоні 11,7 - 12,5 ГГц першої вітчизняної розподільчої системи МІТРІС. Ця система використовує ті ж частоти, що і супутникові системи теле- і радіомовлення в Кu-діапазоні. Ідея використання цього діапазону частот була пов'язана з можливістю використання телеглядачами радіоприймачів, що працюють у зазначеному діапазоні і використовуються для прийому супутникового телебачення.
В серпні 1993 р. на нараді технічних директорів Держтелерадіо країн СНД та Балтики в Києві вперше продемострована робота системи МІТРІС.
З 1995 р. в НТУУ «КПІ» під керівництвом члена-кореспондента НАНУ М.Ю.Ільченка проводяться дослідження за даною тематикою.
З 1 січня 1997 р. по 31 грудня 1998 р. проводиться експериментальне мовлення в діапазоні частот 12,54 – 13,02 ГГц в м.Києві згідно з рішенням Національної ради України з питань телебачення і радіомовлення від 16.01.1997 р.
06 липня 1998 р. Держстандартом України видано сертифікат відповідності на Систему телерадіоінформаційну інтегровану мікрохвильову МІТРІС ТУ У88.19123337.004-97.
У IV-му кварталі 1998 р. 17 телерадіоорганізаціям України видані ліцензії на багатоканальне мовлення телерадіоінформаційною системою МІТРІС у діапазоні частот 11,7-12,5 ГГц на основі конкурсу, проведеного Національною Радою України по телебаченню і радіомовленню.
1999 р. - початок трансляції телепрограмм і прийомо-передачі цифрових потоків.
2006 р. - компанія "Екран" розпочала багатоканальне цифрове мовлення системою МІТРІС в м. Києві під торговою маркою "Максимум-ТВ".
З 2006 р. оператори системи МІТРІС в 23-х обласних центрах та 5-ти великих містах України перейшли на цифровий стандарт багатоканального наземного цифрового мовлення з використанням системи МІТРІС.

## Діапазон частот
МІТРІС працює в діапазоні 11,7-12,5 ГГц, ЧМ сигнали від канальних передатчиків випромінюються антеною з круговою діаграмою спрямованості в горизонтальній площині. Для прийому сигналу МІТРІС підходить стандартне обладнання абонентських супутникових систем, прийом здійснюється безпосередньо на опромінювач конвертора, невеликі рупорні, офсетні або прямофокусні антени. Система МІТРІС використовує частотну модуляцію (ЧМ) сигналу, в чому заключається її істотна відмінність від системи MMDS, де застосовується амплітудна модуляція (АМ). Використання ЧМ дає істотний виграш в потужності передавача, до 40 дБ відносно до АМ. Рівень  випромінюваної потужності в системі МІТРІС становить 50 мВт на канал, що в 500-1000 разів менше, ніж у системи MMDS. У той же час, ширина смуги частот на одному телеканалі в системах MMDS з АМ становить 8 МГц, а в системі MITRIS з ЧМ — 22 МГц, що є природною платою для меншої потужності сигналу. Крок частотної сітки в системі — 28 МГц. Аналогових каналів може бути до 56 (при кроку сітки 14 МГц, чергуванні каналів з вертикальною та горизонтальною поляризацією), цифрових - більше 200. 
| Текст вилучений зі статті через підозру в порушенні авторських прав |
| --- |
| Текст, що раніше перебував на цій сторінці, запідозрено в порушенні авторських прав на текст із таких джерел: https://web.archive.org/web/20220116174029/http://mitris.com/index.php?p=mitris Дата, коли було знайдено порушення: 4 лютого 2025. Тому, хто повісив цей шаблон: На сторінку обговорення користувача, який розмістив цю статтю, варто додати повідомлення {{subst:nothanks cv\|МІТРІС\|url=https://web.archive.org/web/20220116174029/http://mitris.com/index.php?p=mitris}} --~~~~. |
| До уваги користувача, який розмістив цю статтю Не редагуйте статтю зараз, навіть якщо ви збираєтеся її переписати. Дотримуйтесь вказівок нижче. - Якщо власник авторських прав на зазначений вище матеріал дозволяє використовувати його на умовах GNU FDL без незмінюваних секцій та Creative Commons із зазначенням автора / розповсюдження на тих самих умовах, будь ласка, сповістіть про це на сторінці обговорення цієї статті. - Якщо правовласником є ви, додайте на зазначеному вище ресурсі примітку: «Матеріали дозволено використовувати на умовах GNU FDL без незмінюваних секцій та Creative Commons із зазначенням автора / розповсюдження на тих самих умовах». - Якщо дозволу на використання цього матеріалу немає, будь ласка, зробіть одне з двох: 1. Напишіть хоча б гарний накид статті на цій підсторінці. Зверніть увагу: не треба копіювати текст, що порушує авторські права, на зазначену підсторінку й редагувати його. Якщо ви взялися за написання нової статті, не забудьте сповістити про це на сторінці обговорення. 2. Залиште все як є, і тоді статтю буде вилучено. У випадку, якщо новий текст написано не буде, цю статтю буде вилучено через тиждень після появи цього попередження (детальніше див. документацію шаблону). Вихідний текст цієї статті з можливим порушенням копірайту можна знайти в історії змін. Зверніть увагу, що розміщення у Вікіпедії матеріалів, автор яких не надав явного дозволу на їхнє використання відповідно до ліцензії GNU FDL без незмінюваних секцій та Creative Commons із зазначенням автора / розповсюдження на тих самих умовах, може бути порушенням законів про авторське право. Користувачів, які додають до Вікіпедії такі матеріали, може бути тимчасово позбавлено права редагувати статті. Попри все, ми завжди раді вашим оригінальним статтям. Дякуємо. Цю сторінку внесено до категорії Вікіпедія:Можливе порушення авторських прав. |